# Диксън (окръг, Тенеси)
Окръг Диксън (на английски: Dickson County) е окръг в щата Тенеси, Съединени американски щати. Площта му е 1272 km², а населението – 43 156 души (2000). Административен център е град Шарлът.